# 聖和学院中学校・高等学校
聖和学院中学校・髙等学校（せいわがくいんちゅうがっこう・こうとうがっこう）は神奈川県逗子市にあるキリスト教主義の私立学校である。
バレーボール部がかつて強豪であった。

## 沿革
- 1942年 逗子に聖和学院の前身である湘南女学塾が逗子の延命寺で誕生する。
- 1943年4月 逗子楠葉学園の設置が認可され葉山町に逗子楠葉髙等女学校が開校する[1]。
- 1944年 楠葉女学校の設置が認可される。
- 1945年 旧海軍施設を購入して延命寺より現在地（逗子市久木）に移転する。
- 1947年 新学制に基づき逗子楠葉中学校の設置が認可される。
- 1948年 新学制に基づき逗子楠葉髙等学校の設置が認可される。
- 1949年 逗子楠葉学園を東英学院と名称変更することが認可される。新校名が聖和女学院髙等学校・聖和女子学院中学校となる。
- 1951年 新学制に基づき、財団法人東英学園を学校法人聖和学院に組織変更することが認可される。新校名が聖和学院髙等学校・聖和学院中学校となる。
- 1959年 聖和学院新校舎（鉄筋コンクリート工事第1期）の鍬入れ式が行われる。
- 1960年 新校舎礼拝堂が完成し、献堂式が挙行される。
- 1962年 第2期工事の鍬入れ式が行われる。
- 1963年
  - 第3期工事に着手する。
  - 聖和学院創立20周年記念南校舎献堂式典が挙行される。
- 1965年
  - 新館が完成する。
  - 武藤功学院長が欧米教育視察に出発する。
  - L.L.教室が完成し、英語教育が充実する。
- 1966年 武藤功学院長がローマ法王に謁見する。
- 1967年 聖和学院創立25周年記念式典が挙行される。
- 1969年 武藤功学院長が紺綬褒章を受章する。
- 1970年 神奈川県高等学校バレーボール大会で優勝する。
- 1971年 聖和学院髙等学校商業科の設置が認可される。
- 1972年 武藤功学院長がロンドンで開かれた第21回世界教育者会議に出席。教育科学大臣のマーガレット・サッチャーと歓談し、以来、親交が続く。
- 1974年 武藤美寿枝先生記念体育館の献堂式が挙行される。
- 1976年
  - 聖和学院創立35周年記念式典が挙行される。
  - バレーボール部が高校総体で全国優勝。
  - 武藤文人代表理事が死去する。
- 1977年
  - 英語検定協会より英語教育優秀校として表彰される。
  - 武藤功学院長が藍綬褒章を受章する。
- 1979年
  - 武藤功学院長が東京サミットで来日中のサッチャー首相と再開する。
  - 武藤功学院長の胸像除幕式が行われる。
- 1980年
  - 武藤功学院長が死去する。勲四等従五位に叙せられる。
  - 新たに武藤正理事長・佐々木富紀子校長・武藤薫子園長が着任する。
- 1982年 情報化時代にそなえて、コンピュータによる情報処理教育が始まる。
- 1984年 バレーボール部が高校総体で3位に入賞する。
- 1986年 ニュージーランド語学研修実踏会を実施する。
- 1987年 聖和学院髙等学校に英語科を開設し、英語教育強化の体制がスタートする。
- 1988年 第1回ニュージーランド語学研修に高等学校2年生40名が出発する。以後、毎年行われる。
- 1989年 新校章が制定される。
- 1990年 礼拝堂改修工事が完了する。
- 1992年 聖和学院創立50周年記念式典が挙行される。
- 1994年 聖和学院髙等学校商業科が廃止される。
- 1997年 メディアルーム・新L.L.教室が完成する。
- 1998年 中学校1、2年生を対象にした南イリノイ大学新潟校における語学研修を実施。以後、毎年行われる。
- 2000年
  - 聖和学院髙等学校に英語科理系コースを設置。
  - 新館跡地にグラウンドを整備する。
- 2001年 武藤美寿枝先生記念体育館の改修工事が完了する。
- 2001年 英語科理系コース開設
- 2002年 聖和学院60周年記念式典が挙行される。
- 2005年 イングリッシュキャンプ(中学1・2年生、高校1年生)を実施
- 2006年 神奈川県知事　松沢成文氏　ご来校
- 2009年 第21回全国高校生英語スピーチコンテスト入賞
- 2009年～2011年 校舎リニューアル
- 2010年 アジア太平洋経済協力会議(APEC)高校２年生出席
- 2012年 元内閣総理大臣　小泉純一郎氏　卒業証書授与式で祝辞を述べる
- 2015年 日本英語検定協会より英検優秀団体を受賞
- 2016年 全国高校ビブリオバトル2016 関東甲信越大会優勝
- 2017年 ライオンズクラブ主催13回青少年英語スピーチコンテスト準優勝

## 設置学科

### 全日制
- 普通科
  - 普通科文系コース
    - 人文科学や社会科学等、文系教科が重視される進路に対応している。

  - 普通科理系コース
    - 理工系、情報系、医学医療系、家政系など、理系教科が重視される進路に対応している。
- 英語科
  - 英語科（本科）
    - 将来は英語を使って国際的に活躍したいという生徒に向けた、英語教育を重視したコース。
    - 3年間の英語の総単位数を33単位とし、コミュニケーション能力の強化を重視したカリキュラムにより、理論と実践の両面から英語力の充実がはかる。

  - 英語科理系コース
    - 英語の能力を備えた研究者、理工系学部で学んだ上で将来は国際的に活躍したいという生徒に向けたコース。
    - 理系科目の充実を図り多方面の理科系大学への進学を目指す。

## 交通
- JR横須賀線逗子駅 徒歩8分
- 京急逗子線逗子・葉山駅 徒歩10分

## 著名な卒業生
- 菊容子 - 女優
- 市川瑛子 - 女優、歌手